# Ebrima Darboe
Ebrima Darboe (Bakoteh, Serekunda, Gambia, 6 de junio de 2001) es un futbolista gambiano que juega como centrocampista en el Frosinone Calcio de la Serie B.

## Biografía
Ebrima Darboe nació en el distrito de Bakoteh, en Serekunda, Gambia. Cuando tenía 14 años se marchó del país con el objetivo de emigrar a Europa para ayudar a su familia. Después de una larga travesía, terminó en un presunto campo de refugiados de Libia que en realidad era gestionado por una mafia de traficantes de personas, así que tuvo que huir de allí. Finalmente logró meterse en un barco rumbo a Sicilia, Italia, con síntomas de desnutrición, y fue acogido por el servicio de protección para refugiados y menores no acompañados.
En 2016 fue adoptado por una familia de Rieti y comenzó a jugar al fútbol en un club amateur de la localidad. Allí fue descubierto por un cazatalentos del A. S. Roma y fue fichado para jugar en las categorías inferiores. En 2019 debutó con el filial en el Torneo Primavera, y al cumplir la mayoría de edad firmó su primer contrato profesional. Finalmente debutó con el primer equipo el 2 de mayo de 2021, en un encuentro de liga frente a la U. C. Sampdoria donde llegó a disputar ocho minutos. Su debut en competición europea tuvo lugar el 6 de mayo de 2021, frente al Manchester United, en las semifinales de la Liga Europa de la UEFA.
Disputó un total de once encuentros con la entidad romanista antes de ser cedido el 7 de julio de 2023 al LASK, club de Austria. A mitad de temporada regresó a Italia para terminarla en la U. C. Sampdoria. La siguiente fue prestado al Frosinone Calcio.

## Estadísticas

### Clubes
| Club                | Div.          | Temporada     | Liga  | Liga  | Copa nacional | Copa nacional | Copa internacional | Copa internacional | Total | Total |
| Club                | Div.          | Temporada     | Part. | Goles | Part.         | Goles         | Part.              | Goles              | Part. | Goles |
| ------------------- | ------------- | ------------- | ----- | ----- | ------------- | ------------- | ------------------ | ------------------ | ----- | ----- |
| A. S. Roma · Italia | 1.ª           | 2020-21       | 5     | 0     | 0             | 0             | 1                  | 0                  | 6     | 0     |
| A. S. Roma · Italia | 1.ª           | 2021-22       | 1     | 0     | 0             | 0             | 4                  | 0                  | 5     | 0     |
| A. S. Roma · Italia | 1.ª           | 2022-23       | 0     | 0     | 0             | 0             | 0                  | 0                  | 0     | 0     |
| A. S. Roma · Italia | Total         | Total         | 6     | 0     | 0             | 0             | 5                  | 0                  | 11    | 0     |
| LASK · Austria      | 1.ª           | 2023-24       | 0     | 0     | 0             | 0             | 0                  | 0                  | 0     | 0     |
| LASK · Austria      | Total         | Total         | 0     | 0     | 0             | 0             | 0                  | 0                  | 0     | 0     |
| Total carrera       | Total carrera | Total carrera | 6     | 0     | 0             | 0             | 5                  | 0                  | 11    | 0     |

## Palmarés

### Títulos internacionales
| Título                             | Club       | Sede   | Año  |
| ---------------------------------- | ---------- | ------ | ---- |
| Liga Europa Conferencia de la UEFA | A. S. Roma | Tirana | 2022 |